# Psitakóza
Psitakóza (z řec. psittacosis „papouščí nemoc“), také ptačí horečka, či zastarale ornitóza, je bakteriální onemocnění způsobené bakterií Chlamydophila psittaci. Jedná se o nemoc ptáků, ojediněle přenosnou na člověka. Nákaza nejčastěji probíhá vystavením a následným vdechnutím infikovaného aerosolu. 
Symptomy jsou třesavka, zánět dýchacích cest a horečka. Při včasné diagnóze na nemoc zabírají antibiotika a je léčitelná.